# Ignacio Aliseda
Ignacio Santiago Aliseda (Buenos Aires, Argentina, 14 de marzo de 2000) es un futbolista argentino. Juega de delantero y su equipo actual es Cerro Porteño de la Primera División de Paraguay.

## Trayectoria
Aliseda comenzó su carrera en Defensa y Justicia. Llegó al primer equipo en la temporada 2018-19. Debutó profesionalmente en la Copa Sudamericana 2018 contra Banfield, entró en reemplazo de Fabián Bordagaray y anotó el segundo gol en la victoria por 2-0.
El 19 de febrero de 2020 fichó por el Chicago Fire de la MLS por cuatro años. El equipo norteamericano adquirió su ficha en 3 millones de dólares.

## Selección nacional
En marzo de 2018 fue citado para formar parte de la selección de Argentina sub-19.
En 2019 jugó en los Juegos Panamericanos de 2019 en Perú con la selección sub-23 de Argentina, quienes ganaron el oro y Aliseda jugó dos encuentros.

## Estadísticas
Actualizado al último partido disputado el 4 de junio de 2023.
| Defensa y Justicia Argentina | 1.ª           | 2018-19       | 16  | 1  | 0 | 0 | 3 | 1 | 2 | 0 | 21  | 2  |
| Defensa y Justicia Argentina | 1.ª           | 2019-20       | 11  | 1  | 3 | 0 | 2 | 0 | ― | ― | 16  | 1  |
| Defensa y Justicia Argentina | Total club    | Total club    | 27  | 2  | 3 | 0 | 5 | 1 | 2 | 0 | 37  | 3  |
| Chicago Fire Estados Unidos | 1.ª           | 2020          | 20  | 1  | ― | ― | ― | ― | ― | ― | 20  | 1  |
| Chicago Fire Estados Unidos | 1.ª           | 2021          | 23  | 4  | ― | ― | ― | ― | ― | ― | 23  | 4  |
| Chicago Fire Estados Unidos | Total club    | Total club    | 20  | 5  | 0 | 0 | 0 | 0 | 0 | 0 | 43  | 5  |
| F. C. Lugano Suiza | 1.ª           | 2021-22       | 13  | 2  | 2 | 0 | ― | ― | ― | ― | 15  | 2  |
| F. C. Lugano Suiza | 1.ª           | 2022-23       | 23  | 8  | 4 | 5 | ― | ― | ― | ― | 27  | 13 |
| F. C. Lugano Suiza | Total club    | Total club    | 36  | 10 | 6 | 5 | 0 | 0 | 0 | 0 | 42  | 15 |
| Total carrera | Total carrera | Total carrera | 106 | 17 | 9 | 5 | 5 | 1 | 2 | 0 | 122 | 23 |
| (1) Incluye datos de la Copa Argentina y Copa de Suiza. (2) Incluye datos de la Copa Sudamericana. (3) Incluye datos de la Copa de la Superliga de Argentina. |               |               |     |    |   |   |   |   |   |   |     |    |

## Palmarés

### Títulos nacionales
| Título        | Club         | País  | Año  |
| ------------- | ------------ | ----- | ---- |
| Copa de Suiza | F. C. Lugano | Suiza | 2022 |

### Títulos internacionales
| Título               | Club             | Sede | Año  |
| -------------------- | ---------------- | ---- | ---- |
| Juegos Panamericanos | Argentina sub-23 | Lima | 2019 |